# George H. Combs

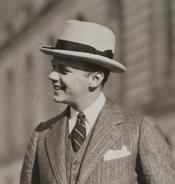
George H. Combs (1927)

George Hamilton Combs Jr. (* 2. Mai 1899 in Kansas City, Missouri; † 29. November 1977 in West Palm Beach, Florida) war ein US-amerikanischer Politiker. Zwischen 1927 und 1929 vertrat er den Bundesstaat Missouri im US-Repräsentantenhaus.

## Werdegang
George Combs besuchte die öffentlichen Schulen seiner Heimat und studierte danach an der University of Missouri in Columbia sowie der University of Michigan in Ann Arbor. Während der Endphase des Ersten Weltkrieges diente er im Jahr 1918 in der US-Marine. Nach einem anschließenden Jurastudium an der Kansas City Law School und seiner 1921 erfolgten Zulassung als Rechtsanwalt begann er in Kansas City in diesem Beruf zu arbeiten. Zwischen 1922 und 1924 war er stellvertretender Staatsanwalt im Jackson County.
Politisch war Combs Mitglied der Demokratischen Partei. 1924 kandidierte er noch erfolglos für den Kongress. Bei den Kongresswahlen des Jahres 1926 wurde er dann aber im fünften Wahlbezirk von Missouri in das US-Repräsentantenhaus in Washington, D.C. gewählt, wo er am 4. März 1927 die Nachfolge des Republikaners Edgar C. Ellis antrat. Da er im Jahr 1928 auf eine erneute Kandidatur verzichtete, konnte er bis zum 3. März 1929 nur eine Legislaturperiode im Kongress absolvieren.
Im Jahr 1928 war Combs Delegierter zur Democratic National Convention in Houston, auf der Al Smith als Präsidentschaftskandidat nominiert wurde. Nach seinem Ausscheiden aus dem US-Repräsentantenhaus im Jahr 1929 zog er nach New York City, wo er als Anwalt praktizierte. 1931 arbeitete er für das Justizministerium des Staates New York. In den Jahren 1933 und 1934 war er als Jurist für die Triborough Bridge Authority tätig. Danach fungierte er in den Jahren 1934 bis 1936 als Berater für eine Kommission, die die öffentlichen Versorgungsbetriebe des Staates New York analysierte. 1936 wurde Combs von Präsident Franklin D. Roosevelt zum Leiter des National Emergency Council für den Staat New York ernannt.
Zwischen 1937 und 1951 arbeitete Combs vor allem als Journalist. Er war Radioreporter, Kriegsberichterstatter und Artikelschreiber. Von 1952 bis 1961 war er sowohl im Radio als auch im Fernsehen als Nachrichtenkommentator tätig. Danach war er zwischen 1961 und 1971 für die Fernsehanstalt Mutual Broadcasting System Korrespondent bei der UNO. Sein letztes öffentliches Amt bekleidete George Combs in den Jahren 1951 und 1952 als Sonderbundesstaatsanwalt für die Preisstabilitätsbehörde im südlichen Teil des Staates New York. Er starb am 29. November 1977 in West Palm Beach.